# Абатство Фльорі
Абатство Фльорі (фр. Abbaye de Saint-Benoît-de-Fleury), Абатство Святого Бенедикта на Луарі (фр. Abbaye de Saint-Benoît-sur-Loire, лат. Abbatia Floriaci, Sanctus Benedictus ad Ligerim) — бенедиктинський монастир у центральній Франції, заснований між 630 і 650 роками.

## Географія й історія
Монастир розташований у містечку Сен-Бенуа-сюр-Луар поблизу Сюллі-сюр-Луар на річці Луара. У Середньовіччі був особливо відомий завдяки заснованій тут святим Одоном, колишнім абатом Фльорійським у 930—942 роках, монастирській школі. У 1798 році ця школа була закрита. 
Монастир Фльорі збудували в першій половині VII століття прийдешніми з Орлеана бенедиктинськими ченцями, він є одним з перших в монастирів цього ордена в галльській провінції. У 672 році монахи вирушили в зруйнований лангобардами в 580 році монастир Монтекассіно, де зберігалися заховані від ворога мощі святого Бенедикта, і доставили їх у Фльорі. З цього часу й починається слава монастиря як важливого релігійного центру. 

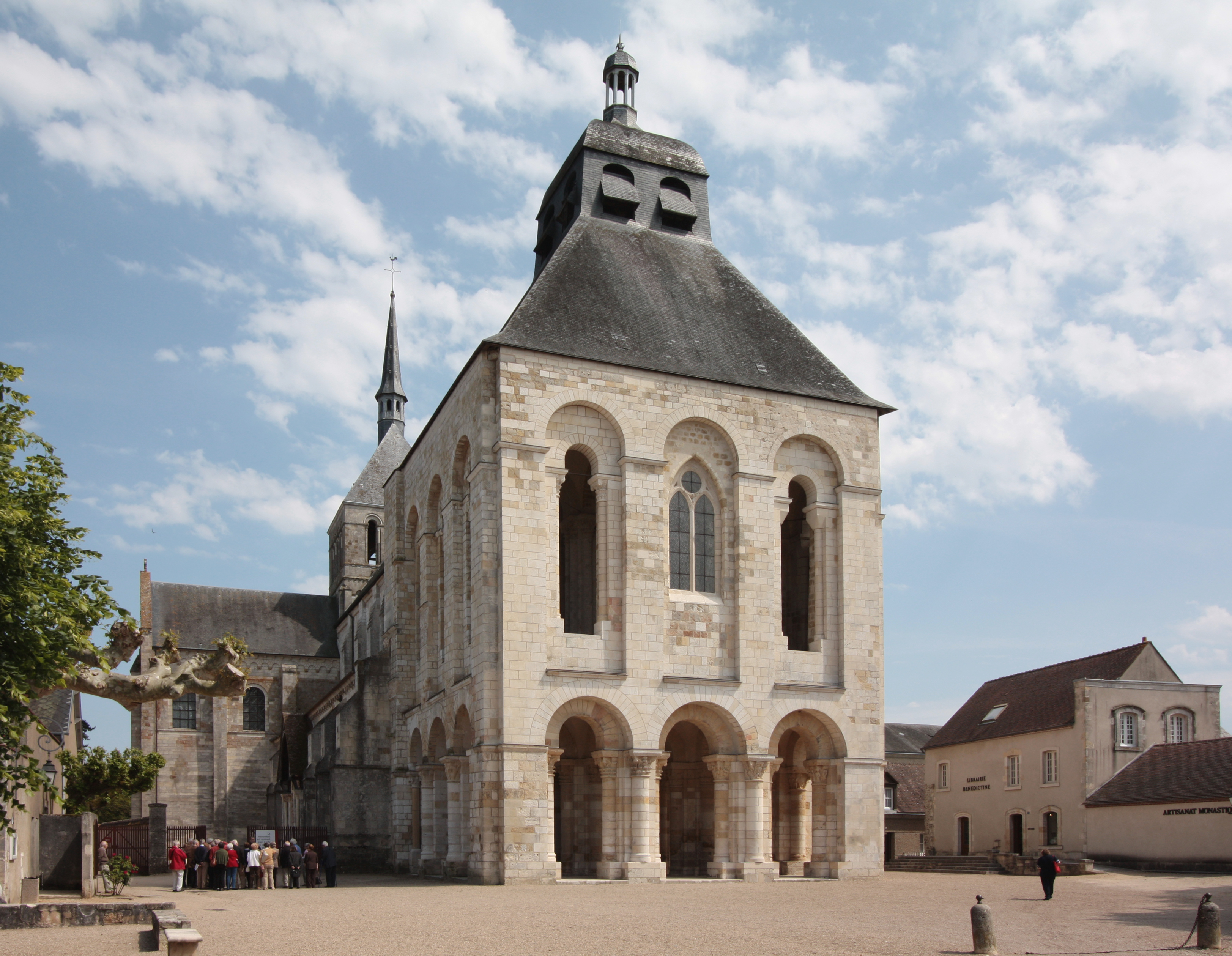

У VIII столітті абатство, у зв'язку зі збереженням там святих мощей Бенедикта в крипті монастирської церкви, змінює святого покровителя зі св. Петра на св. Бенедикта. Протягом десятиліть обидва монастирі — Фльорі й Монтекассіно — вели довготривалу суперечку на тему, кому належать «справжні мощі» Бенедикта. У 1020 році абатом Госленом була побудована монументальна вежа в романському стилі, що стала, за словами цього настоятеля, «зразком для всієї Галлії». У 1067 році в монастирі починається велика реконструкція; споруджуються нова крипта для святих мощей, подвійні хори та ін. Нова монастирська церква була освячена в 1218 році. 
У 1790 році, під час Великої французької революції, монастир був закритий. Будинки абатства були зруйновані, збереглася лише монастирська церква. Велика бібліотека була передана міській бібліотеці Орлеана. Лише в 1865 році монастир почав відновлюватися. Однак у 1903 році згідно з новим французьким законом про становище релігії монахи були змушені знову покинути домівку. У 1944 році Фльорі був остаточно переданий у розпорядження церкви.
Збереглася до наших днів, прикрашена чудовими скульптурами та є місцем паломництва вірян, церква Сен-Бенуа (Святого Бенедикта) в абатстві Флері є одним з кращих пам'ятників романської архітектури з-поміж збережених у Франції.